# Бокоплавовидні
Бокоплавовидні (Gammaridea) — підряд дрібних, ракоподібних ряду Amphipoda. Підряд містить близько 7 275 (92%) із 7 900 описаних до сьогодні бокоплавів, у приблизно 1 000 родах, поділених на близько 125 родин. Містить майже всіх прісноводних бокоплавів (таких як Gammarus pulex), але більшість представників підряду є морськими. Парафілетична група, у 2003 році кілька родин було перенесено до новоствореного підряду Corophiidea.

## Систематика

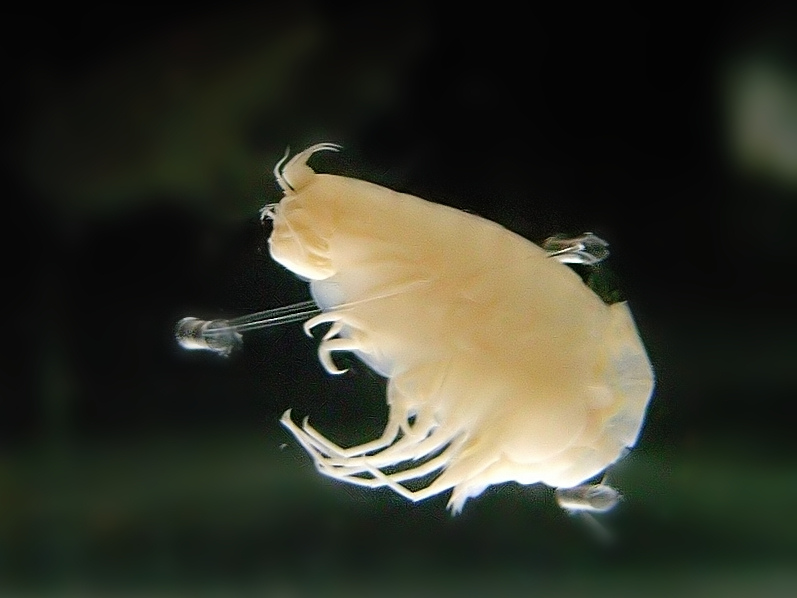
Hirondellea gigas
(:)

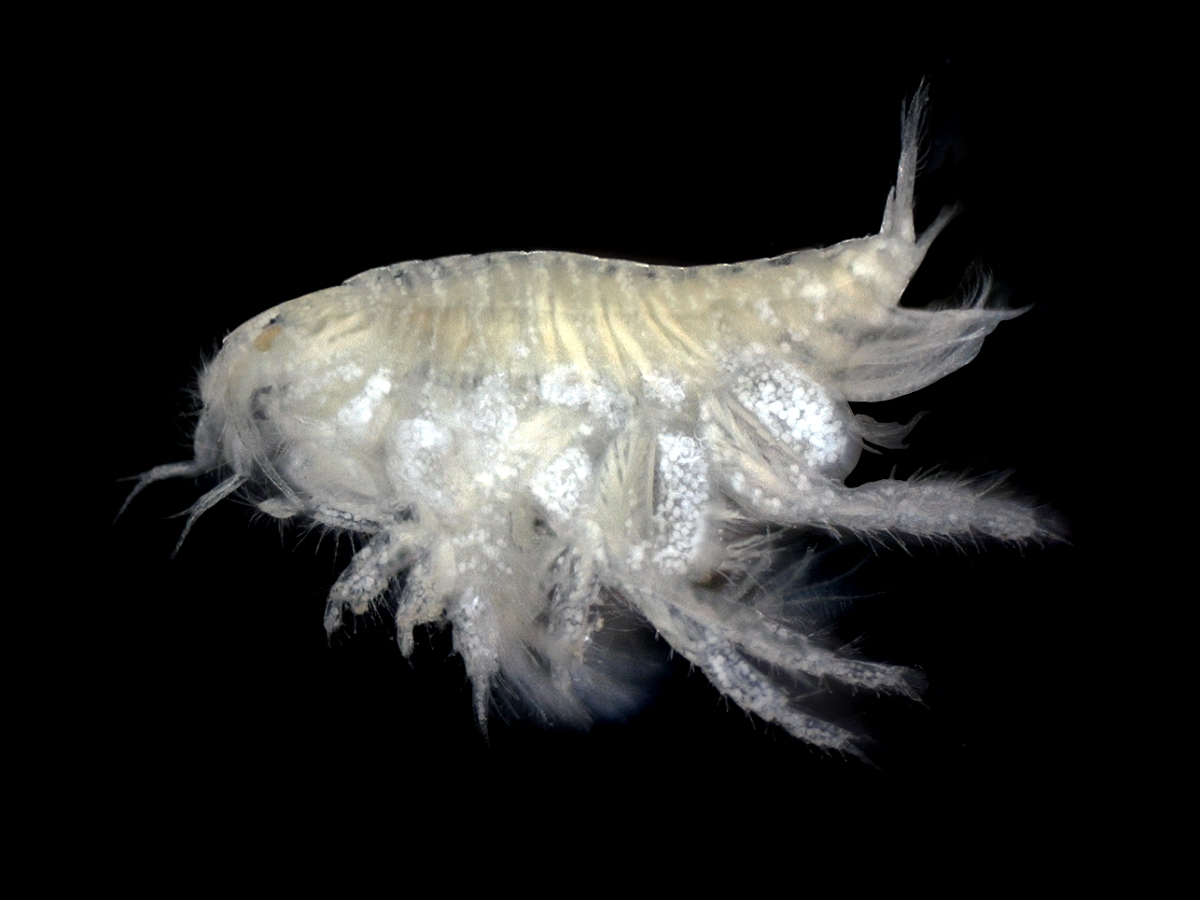
Urothoe brevicornis
(:)

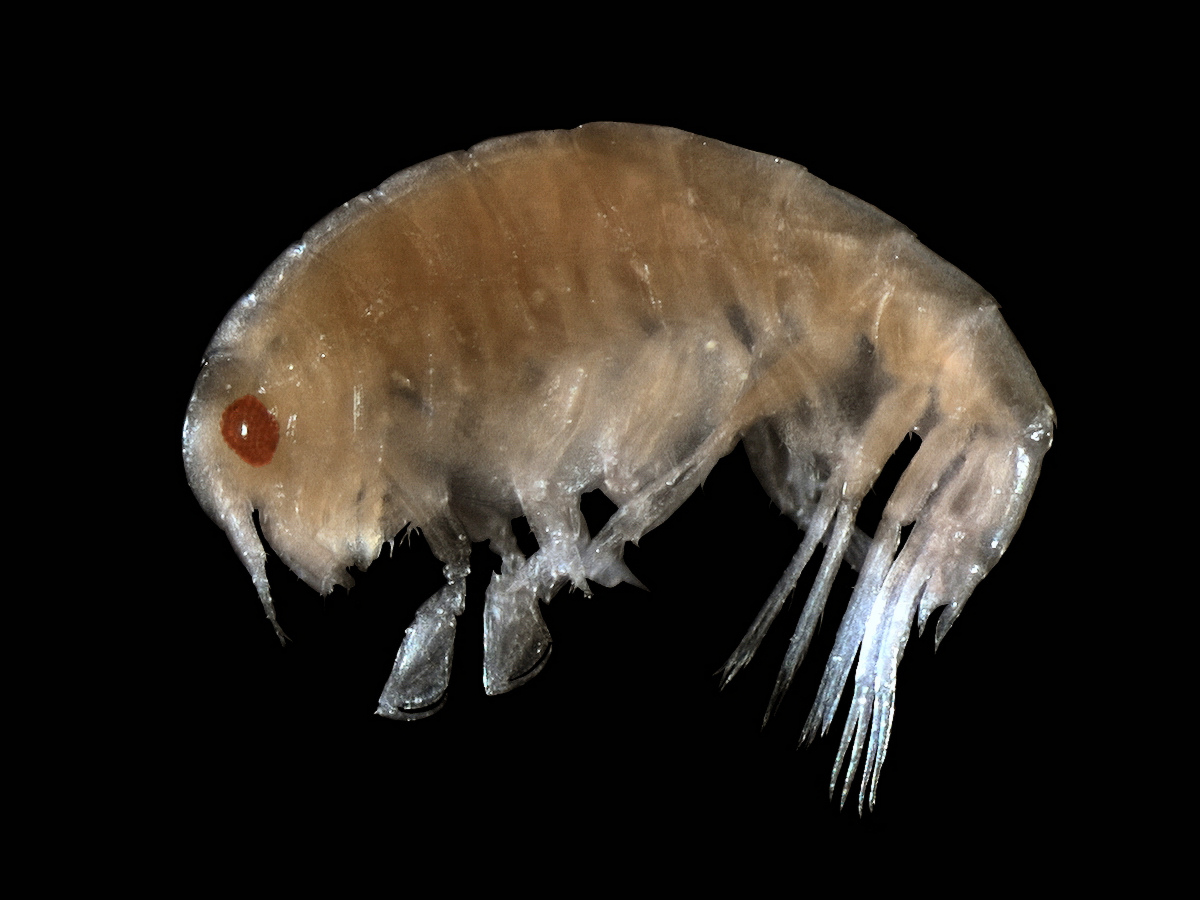
Amphilochus neapolitanus
(:)

Надродина Ampeliscoidea
- Ampeliscidae(інші мови)

Надродина Crangonyctoidea
- Allocrangonyctidae(інші мови)
- Artesiidae(інші мови)
- Bogidiellidae(інші мови)
- Crangonyctidae(інші мови)
- Crymostygidae(інші мови)
- Falklandellidae(інші мови)
- Kotumsaridae(інші мови)
- Neoniphargidae(інші мови)
- Niphargidae
- Paracrangonyctidae(інші мови)
- Paramelitidae(інші мови)
- Perthiidae(інші мови)
- Phreatogammaridae(інші мови)
- Pseudocrangonyctidae(інші мови)
- Pseudoniphargidae(інші мови)
- Sternophysingidae(інші мови)

Надродина Dexaminoidea
- Atylidae(інші мови)
- Dexaminidae(інші мови)
- Lepechinellidae(інші мови)

Надродина Eusiroidea
- Amathillopsidae(інші мови)
- Bateidae(інші мови)
- Calliopiidae(інші мови)
- Eusiridae(інші мови)
- Gammaracanthidae(інші мови)
- Gammarellidae(інші мови)
- Pontogeneiidae(інші мови)

Надродина Gammaroidea
- Acanthogammaridae(інші мови)
- Acanthonotozomatidae(інші мови)
- Anisogammaridae(інші мови)
- Baikalogammaridae(інші мови)
- Behningiellidae(інші мови)
- Cardenioidae(інші мови)
- Caspicolidae(інші мови)
- Eulimnogammaridae(інші мови)
- Gammaridae
- Gammaroporeiidae(інші мови)
- Iphigenellidae
- Macrohectopidae(інші мови)
- Mesogammaridae(інші мови)
- Micruropodidae(інші мови)
- Pachyschesidae(інші мови)
- Pallaseidae(інші мови)
- Pontogammaridae
- Typhlogammaridae(інші мови)

Надродина Hadzioidea
- Carangoliopsidae(інші мови)
- Hadziidae(інші мови)
- Melitidae(інші мови)
- Metacrangonyctidae(інші мови)

Надродина Iphimedioidea
- Acanthonotozomellidae(інші мови)
- Dikwidae(інші мови)
- Epimeriidae(інші мови)
- Iphimediidae(інші мови)
- Ochlesidae(інші мови)
- Vicmusiidae(інші мови)

Надродина Kurioidea
- Kuriidae(інші мови)

Надродина Leucothoidea
- Anamixidae
- Leucothoidae(інші мови)
- Pleustidae(інші мови)

Надродина Liljborgioidea
- Colomastigidae(інші мови)
- Liljeborgiidae(інші мови)
- Salentinellidae(інші мови)
- Sebidae(інші мови)

Надродина Lysianassoidea
- Amaryllididae(інші мови)
- Aristiidae(інші мови)
- Cyphocarididae(інші мови)
- Endevouridae(інші мови)
- Eurytheneidae(інші мови)
- Lysianassidae(інші мови)
- Opisidae(інші мови)
- Podoprionidae(інші мови)
- Scopelocheiridae(інші мови)
- Trischizostomatidae(інші мови)
- Uristidae(інші мови)
- Wandinidae(інші мови)

Надродина Melphidippoidea
- Megaluropidae(інші мови)
- Melphidippidae(інші мови)

Надродина Oedicerotoidea
- Exoedicerotidae(інші мови)
- Oedicerotidae(інші мови)
- Paracalliopiidae(інші мови)

Надродина Pardaliscoidea
- Astyridae(інші мови)
- Hyperiopsidae(інші мови)
- Pardaliscidae(інші мови)
- Sicafodiidae(інші мови)
- Stilipedidae(інші мови)
- Vitjazianidae(інші мови)

Надродина Phoxocephaloidea
- Cheidae(інші мови)
- Condukiidae(інші мови)
- Haustoriidae(інші мови)
- Ipanemidae(інші мови)
- Phoxocephalidae(інші мови)
- Phoxocephalopsidae(інші мови)
- Platyischnopidae(інші мови)
- Pontoporeiidae(інші мови)
- Sinurothoidae(інші мови)
- Urohaustoriidae(інші мови)
- Urothoidae(інші мови)
- Zobrachoidae(інші мови)

Надродина Stegocephaloidea
- Stegocephalidae(інші мови)

Надродина Stenothoidea
- Amphilochidae(інші мови)
- Bolttsiidae(інші мови)
- Cyproideidae(інші мови)
- Pseudamphilochidae(інші мови)
- Stenothoidae(інші мови)

Надродина Synopioidea
- Argissidae(інші мови)
- Synopiidae(інші мови)

Надродина Talitroidea (разом із Phliantoidea)
- Biancolinidae(інші мови)
- Ceinidae(інші мови)
- Chiltoniidae(інші мови)
- Dogielinotidae(інші мови)
- Eophliantidae(інші мови)
- Phliantidae(інші мови)
- Plioplateiidae(інші мови)
- Talitridae(інші мови)
- Temnophliantidae(інші мови)

Надродина Thurstonelloidea (раніше Clarencioidea)
- Thurstonellidae(інші мови) (раніше Clarenciidae)

Incertae sedis
- Cressidae(інші мови)
- Didymocheliidae(інші мови)
- Iciliidae(інші мови)
- Lafystiidae(інші мови)
- Laphystiopsidae(інші мови)
- Maxillipiidae(інші мови)
- Nihotungidae(інші мови)
- Pagetinidae(інші мови)
- Paraleptamphopidae(інші мови)
- Tulearidae(інші мови)
- Valettidae(інші мови)